# Phrynopus pinguis
Phrynopus pinguis és una espècie de granota de Bolívia amenaçada d'extinció per la pèrdua de l'hàbitat.